# Chan Kin Seng
Chan Kin Seng (en chino tradicional, 陳健星; pinyin, Chén Jiànxīng; Yale cantonés, Chan4 Gin6 Sing1; Macao; 19 de marzo de 1985) es un futbolista macaense. Juega de delantero y su equipo actual es el CD Monte Carlo de la Primera División de Macao. Es internacional absoluto por la selección de Macao desde 2006.

## Selección nacional
Debutó con Macao en 2006 y su primer gol con la selección lo anotó el 6 de abril de 2006 en el empate 2-2 ante Pakistán en Dhaka por la Copa Desafío de la AFC 2006, partido en el que anotó los dos goles de Macao.
Aparte de la Copa Desafío de la AFC 2006, también jugó en los Juegos de la Lusofonía de 2006 y actualmente es el jugador con más goles con la selección nacional.

## Clubes
| Club              | País  | Año           |
| ----------------- | ----- | ------------- |
| CD Monte Carlo    | Macao | 2005-2008     |
| Windsor Arch Ka I | Macao | 2008-2011     |
| CD Monte Carlo    | Macao | 2012-presente |

## Palmarés

### Títulos nacionales
| Título                    | Club              | País  | Año  |
| ------------------------- | ----------------- | ----- | ---- |
| Primera División de Macao | CD Monte Carlo    | Macao | 2008 |
| Primera División de Macao | Windsor Arch Ka I | Macao | 2010 |
| Primera División de Macao | Windsor Arch Ka I | Macao | 2011 |
| Primera División de Macao | CD Monte Carlo    | Macao | 2013 |
| Copa de Macao             | Windsor Arch Ka I | Macao | 2009 |
| Copa de Macao             | Windsor Arch Ka I | Macao | 2010 |